# U-2350
U-2350 – niemiecki okręt podwodny (U-Boot) przybrzeżnego typu XXIII z okresu II wojny światowej. Okręt wszedł do służby w 1944 roku.

## Historia
Położenie stępki nastąpiło 28 września 1944 roku w stoczni Deutsche Werft w Hamburgu; wodowanie 22 listopada 1944. Okręt wszedł do służby 23 grudnia 1944 roku.
U-2350 do zakończenia wojny nie osiągnął gotowości bojowej. Nie wykonał żadnego patrolu bojowego, w związku z tym nie zatopił żadnej jednostki przeciwnika.
Poddany 9 maja 1945 roku w Kristiansand Süd (Norwegia), przebazowany 29 maja 1945 roku do Loch Ryan (Szkocja). Zatopiony 28 listopada 1945 roku ogniem artyleryjskim niszczycieli HMS „Onslow” i ORP „Piorun” podczas operacji Deadlight.